# فرد گریور (بازیکن فوتبال)
فرد گریور (انگلیسی: Fred Graver; ۸ سپتامبر ۱۸۹۷ – ۱۹۵۰ (۵۲−۵۳ سال)) بازیکن فوتبال اهل بریتانیا بود.
از باشگاه‌هایی که در آن بازی کرده‌است می‌توان به باشگاه فوتبال لیدز یونایتد، باشگاه فوتبال گریمزبی تاون، باشگاه فوتبال ساوتند یونایتد و باشگاه فوتبال دارلینگتون اشاره کرد.